# Enceinte de Thérouanne
L'enceinte de Thérouanne est un ancien ensemble de fortifications qui protégeait la ville de Thérouanne, dans le département du Pas-de-Calais, au Moyen Âge jusqu'à sa destruction, en 1553.

## Historique
L'enceinte et la ville sont intégralement démolies en 1553 à la suite de la reprise de la ville par Charles Quint.

## Vestiges
L'ancienne enceinte de la ville est toujours matérialisée par un rideau d'arbres en forme de cerf-volant, symétrique par rapport à l'ancienne rue principale (chemin Saint-Jean, qui aboutit au site de la cathédrale détruite), à quelques centaines de mètres au nord-ouest du village actuel.